# Eliurus majori
Eliurus majori is een zoogdier uit de familie van de Nesomyidae. De wetenschappelijke naam van de soort werd voor het eerst geldig gepubliceerd door Thomas in 1895.

## Voorkomen
De soort komt voor in Madagaskar.